# Fráguas (Rio Maior)
Pour les articles homonymes, voir Fraguas.
Fráguas est une freguesia portugaise située dans le District de Santarém.
Avec une superficie de 16,19 km2 et une population de 1 039 habitants (2001), la paroisse possède une densité de 58,4 hab/km2.